# 简单函数
简单函数（英語：simple function）又稱單純函數，是实分析中只取有限個實值的可测函数。

## 定义
集合 {\displaystyle \Omega } 上有Σ-代数 {\displaystyle \Sigma } ，若對函数 {\displaystyle f:\Omega \to \mathbb {R} } ，存在 {\displaystyle A_{1},\,A_{2},\cdots ,A_{n}\in \Sigma } 和 {\displaystyle a_{1},\,a_{2},\cdots ,a_{n}\in \mathbb {R} }，使得：
{\displaystyle f(x)=\sum _{k=1}^{n}a_{k}{\mathbf {1} }_{A_{k}}(x).}
其中 {\displaystyle {\mathbf {1} }_{A}} 代表集合 {\displaystyle A} 的指示函數，即：
{\displaystyle {\mathbf {1} }_{A}(x)=\left\{{\begin{matrix}1,&{\mbox{if }}x\in A\\0,&{\mbox{if }}x\not \in A\end{matrix}}\right.}
則 {\displaystyle f} 稱為簡單函數，也就是說，简单函数是可测集合（即 {\displaystyle \Sigma } 的元素）的指示函数的有限线性组合。

### 範例
- 半开区间[1,9)上的取整函数，它唯一的值是{1,2,3,4,5,6,7,8}。
- 实直线上的狄利克雷函数，如果x是有理数，则函数的值为1，否则为0。

## 性质
根据定义，两个简单函数的和、差与积，以及一个简单函数与常数的积也是简单函数，因此可推出所有简单函数在复数域上形成了一个交换代数。
定理 — 集合 {\displaystyle \Omega }  上有Σ-代数 {\displaystyle \Sigma } ，任何非负，在 {\displaystyle \Sigma } 上可測的 {\displaystyle f:\Omega \to [0,\,\infty )} 都會是某遞增且非負簡單函數序列的逐點極限。更進一步的，若 {\displaystyle f} 是有界的，则此簡單函數序列是一致收敛至{\displaystyle f}。
对每个正整數 {\displaystyle n\in \mathbb {N} }，把 {\displaystyle [0,\,\infty )} 分成 {\displaystyle 2^{2n}+1}個區間，也就是取
{\displaystyle I_{n,k}=\left[k2^{-n},\,(k+1)2^{-n}\right)} ，对于 {\displaystyle k=0,1,\ldots ,2^{2n}-1}。
以及
{\displaystyle I_{n,2^{2n}}=[2^{n},\infty )}
然後定义可测集合
{\displaystyle A_{n,k}=f^{-1}(I_{n,k})}，对于 {\displaystyle k=0,1,\ldots ,2^{2n}}。
則可對每個正整數 {\displaystyle n\in \mathbb {N} } 定義非負简单函数 {\displaystyle f_{n}:\Omega \to [0,\,\infty )} 如下
{\displaystyle f_{n}(\omega )=\sum _{k=0}^{2^{2n}}{\frac {k}{2^{n}}}\cdot {\mathbf {1} }_{A_{n,k}}(\omega )}
也就構成了一個非負遞增簡單函數序列 {\displaystyle {\{f_{n}\}}_{n\in \mathbb {N} }} 。
這樣的話，取任意 {\displaystyle \omega \in \Omega } ， 都存在正整數 {\displaystyle n_{\omega }\in \mathbb {N} } 使得
{\displaystyle 2^{n_{\omega }}>f(\omega )}
這樣的話，只要 {\displaystyle n>n_{\omega }} 的話，都會存在正整數 {\displaystyle k\in \mathbb {N} } 使得
{\displaystyle k2^{-n}\leq f(\omega )<(k+1)2^{-n}}
所以有
{\displaystyle |f(\omega )-f_{n}(\omega )|<2^{-n}}
再考慮到，對任意正實數 {\displaystyle \epsilon \in (0,\,\infty )} ，都存在正整數 {\displaystyle m\in \mathbb {N} } 使得
{\displaystyle 2^{m}\epsilon >1}
所以總結一下，對任意正實數 {\displaystyle \epsilon \in (0,\,\infty )}，取正整數 {\displaystyle n>\operatorname {max} \{m,\,n_{\omega }\}} ，就會有
{\displaystyle |f(\omega )-f_{n}(\omega )|<2^{-n}<\epsilon }
所以簡單函數序列 {\displaystyle \{f_{n}\}} 的確會逐点收敛至 {\displaystyle f}。
注意到若 {\displaystyle f} 是有界的，那存在一個跟點 {\displaystyle \omega \in \Omega } 選取無關的正整數 {\displaystyle n\in \mathbb {N} } 使得
{\displaystyle 2^{n}>f(\omega )}
那這樣的話，對任意正實數 {\displaystyle \epsilon \in (0,\,\infty )}，取正整數 {\displaystyle n^{\prime }>\operatorname {max} \{m,\,n\}}，就會得到一致收斂。{\displaystyle \Box }

## 简单函数的积分
测度 {\displaystyle \mu :\Sigma \to [0,\,\infty )} 定义在 {\displaystyle \Omega } 的Σ-代数 {\displaystyle \Sigma } 上，若簡單函數 {\displaystyle f:\Omega \to \mathbb {R} } 可表達為
{\displaystyle f(x)=\sum _{k=1}^{n}a_{k}{\mathbf {1} }_{A_{k}}(x)}
則 {\displaystyle f} 於某個 {\displaystyle E\in \Sigma } 上，對測度 {\displaystyle \mu } 的勒贝格积分定義為：
{\displaystyle \int _{E}f\,d\mu :=\sum _{k=1}^{n}a_{k}\mu (A_{k}\cap E)}